# Cautiva en la selva
Cautiva en la selva es una película filmada en colores de Argentina dirigida por Leo Fleider según el guion de Jorge Falcón que se estrenó el 30 de octubre de 1969 y que tuvo como protagonistas a Ricardo Bauleo, Libertad Leblanc, Gilberto Peyret y Jorge Salcedo.

## Sinopsis
Laura (Libertad Leblanc), una sensual estríper, recibe de su amante (Jorge Salcedo) un sobre con orden de abrirlo sólo en caso de que él muera. Cuando éste es asesinado, ella abre el sobre, encontrando la mitad de un misterioso mapa y un papel con instrucciones. Siguiendo éstas, Laura viaja a Guayaquil, donde entra en contacto con un geólogo argentino (Ricardo Bauleo), quien posee la otra mitad del mapa. Resulta ser el mapa de un cuantioso tesoro enterrado en plena selva ecuatoriana, en territorio de los temibles indios aucas, reducidores de cabeza. Ambos se ponen en camino, dispuestos a afrontar todos lo peligros que fueren necesarios, con tal de hacerse con tan valioso botín. Pero la belleza y sensualidad de Laura harán despertar el deseo en todos los hombres a lo largo de la peligrosa expedición.

## Reparto
- Ricardo Bauleo
- Mario Casado
- Julio Di Palma
- Libertad Leblanc   ...  Laura
- Gilberto Peyret   ...  Ivan
- Jorge Salcedo
- José Vicente Espinales Tejena ...  Periodista

## Comentarios
La Prensa escribió:

”El argumento se concentra en algo tan viejo como el de un mapa que señala dónde está escondido un tesoro.”

La Razón informó:

”Indios, violencia y colorida aventura.”